# August Johann Gottfried Bielenstein
August Johann Gottfried Bielenstein (lettisk: Augusts Bīlenšteins; født 4. marts 1826 i Mitau i Guvernement Kurland, død 6. juli 1907 i Mitau) var en tyskbaltisk sprogforsker, folklorist, etnograf og teolog.
Bielenstein studerede ved universitetet i Halle i Provinsen Sachsen ligesom adskillige andre samtidige prominente præster fra Baltikum, og han dimitterede i 1850 fra Dorpat Universitet med en doktorgrad i teologi. Bielenstein modtog desuden en æresdoktorgrad fra universitetet i Königsberg i Østpreussen i 1883.
Bielenstein var redaktør af det lettisk-sprogede tidsskrift Latviešu Avīzes (Lettiske Aviser) og medlem af Sankt Petersborg Videnskabsakademi. Bielenstein var forfatter af adskillige større værker om lingvistik og etnografi, heriblandt Die lettische Sprache, nach ihren Lauten und Formen i to bind fra 1863–64 og Die Grenzen des lettischen Volksstammes und der lettischen Sprache in der Gegenwart und im 13. Jahrhundert fra 1892. Han tilskyndede til samling af lettiske dainas, han studerede traditionel træarkitektur, og undersøgte voldsteder for at identificere dem efter deres beskrivelse i gamle krøniker. Mens Bielenstein gjorde mange skelsættende bidrag til studiet af det lettiske sprog og lettisk kultur, var han også en hård modstander af Unge Letter-bevægelsen (lettisk: jaunlatvieši) og en varm fortaler for de tyskbaltiske traditioner.